# Papyrus 7
- Papyrus
- Onciale
- Minuscules
- Lectionnaire

Le Papyrus 7 ({\displaystyle {\mathfrak {P}}}7) ou ε 11 (von Soden), est une copie du Nouveau Testament en grec, réalisée sur un rouleau de papyrus au IVe siècle-VIe siècle.
Le texte s'agit de l'Évangile selon Luc (4,1-2).
Le texte est de type alexandrin. Kurt Aland ne l'a pas placé dans aucune Catégorie.
Le manuscrit a été examiné par Kurt Aland.
Il fut découvert par Constantin Tischendorf. Il est actuellement conservé à la Bibliothèque nationale Vernadsky d’Ukraine (Petrov 553) de Kiev,.